# William Eden (1. baron Auckland)
William Eden, 1. baron Auckland (ur. 1745, zm. 1814) – brytyjski polityk i dyplomata.
W roku 1771 opublikował: Principles of Penal Law i wkrótce stał się autorytetem w dziedzinie prawa i ekonomii.
W Izbie Gmin reprezentował okręg New Woodstock (wybory z lat 1774 i 1780), a później okręg Heytesbury (1784 i 1790).
W 1778 roku przeforsował w parlamencie ustawę o polepszeniu warunków bytowych w więzieniach.
16 września w Londynie on i Francuz Joseph-Mathias Gérard de Rayneval (1736–1812) podpisali tzw. „Traktat Edena-Raynevala” – traktat o wolnym handlu Francji z Wielką Brytanią. Spowodował on zalew francuskiego rynku przez tańsze i lepsze towary brytyjskie.
Traktat ten był przesiąknięty duchem dzieła Adama Smitha „Badania nad naturą i przyczynami bogactwa narodów” opublikowanego w 1776 roku. Popierali go zarówno William Pitt Młodszy, jak i Fizjokraci. Brytyjczycy jednak zbyt egoistycznie podtrzymali elementy swej ochrony celnej, w rezultacie czego, traktat był mało opłacalny dla Francji.
Był ambasadorem w Hiszpanii w latach 1787–1789 i Holandii; w latach 1789–1790.